# James D. Phelan
Pour les articles homonymes, voir Phelan.
James Duval Phelan, né le 20 avril 1861 à San Francisco et mort le 7 août 1930 à Saratoga, est un homme politique et banquier américain. Il est notamment maire de San Francisco entre 1897 et 1902, et sénateur de Californie au Congrès entre 1915 et 1921, sous les couleurs du Parti démocrate.
Il est actif dans le mouvement de l'immigration japonaise vers les États-Unis. Lors de l'épidémie de peste de San Francisco en 1900, il place le quartier de Chinatown sous cordon sanitaire. Il a participé à la commission de gestion de crise (Committee of Fifty (1906) (en)) après le séisme de 1906 à San Francisco. Un immeuble de San Francisco porte son nom, le Phelan Building (en).